# Нітрогліцерин
Нітрогліцери́н (тринітроглицерин, тринітрогліцерол, 1,2,3- тринітрооксіпропан) — естер гліцерину і нітратної кислоти. Жовта масляниста рідина. Хімічна формула нітрогліцерину — C3H5(ONO2)3. Надзвичайно потужна і небезпечна у виготовленні вибухова речовина. Вибухає від удару, поштовху, перепаду температури та при нагріванні. Одержують нітруванням гліцерину сумішшю концентрованих азотної та сірчаної кислот. Від чистоти гліцерину залежить вихід і рівень безпеки виготовлення нітрогліцерину. Розбавлений водою гліцерин повинен мати жовтувате забарвлення і нейтральну реакцію на лакмус. 
Застосовується як компонент деяких рідких вибухових речовин, динамітів та головним чином бездимних порохів (для пластифікації нітратів целюлози). Крім того, у малих концентраціях застосовується в медицині для зняття гострих спазмів коронарних судин при стенокардії.
Його чутливість до вибуху є причиною численних руйнівних промислових аварій вродовж історії. Реакційну здатність нітрогліцерину можна зменшити шляхом додавання десенсибілізуючих речовин, що знижує ймовірність вибуху. Наприклад, при додаванні глини (діатоміту) утворюється динаміт, який набагато безпечніше зберігати. Додавання інших десенсибілізуючих речовин призводить до появи різних видів динаміту.

## Історія
Нітрогліцерин був першою практичною вибуховою речовиною, яка була потужнішою за чорний порох. Вперше він був синтезований італійським хіміком Асканіо Собреро в 1847 році, який працював з Теофіль-Жуль Пелузом в Туринському університеті. Собреро спочатку назвав своє відкриття пірогліцерином і наполегливо запобігав його використанню як вибухівки.
Нітрогліцерин був використаний як комерційна вибухівка Альфредом Нобелем, який експериментував із безпечнішими способами поводження з ним після того, як його молодший брат, Еміль Оскар Нобель, і кілька робітників загинули під час вибуху на фабриці виробництва озброєнь Нобелів у 1864 році в Геленборзі, Швеція. Також були двічі зруйновані будівлі фабрики Нобеля у Німеччині. Після чого рідкий нітрогліцерин був заборонений у багатьох країнах. Ці правові обмеження призвели до того, що Альфред Нобель і його компанія розробили більш безпечний динаміт у 1867 році. Це було зроблено шляхом змішування нітрогліцерину з діатомітом (кізельгур). Подібні суміші були утворені шляхом змішування нітрогліцерину з іншими інертними абсорбентами. У 1875 році Нобель виготовив найпотужнішу промислову вибухову речовину на сьогоднішній день, вибуховий желатин, з нітрогліцерину та нітрату целюлози. Трохи пізніше ця суміш була успішно використана в твердих породах під час будівництва Готардського тунелю в Швейцарії. Більш слабкі желатинові динаміти були виготовлені з желатину для вибуху з використанням добавок.

## Отримання
Нітрогліцерин одержують обережним нітруванням гліцерину сумішшю з 60 % концентрованої H2SO4 і 40 % концентрованої HNO3 при інтенсивному охолодженні. 

Процес повинен проходити без виділення бурих випарів, при підвищенні температури до 50 °C вибух неминучий. Кислоти і гліцерин повинні бути очищені від домішок. Після закінчення нітрування нітрогліцерин відокремлюють від нітруючої суміші і промивають содовим розчином до повної нейтралізації кислот, що зменшує його чутливість. При додаванні спирту чутливість значно падає. У промисловості одержують безупинним нітруванням гліцерину нітруючою сумішшю в спеціальних інжекторах. У зв'язку з можливою небезпекою вибуху, нітрогліцерин не зберігають, а відразу переробляють у бездимний порох.

## Використання в медицині
Нітрогліцерин — речовина, що належить до вазодилятаторів (розширювачів коронарних судин), що використовують для зняття гострих спазмів коронарних судин при стенокардії. Розслаблює гладеньку мускулатуру судин по всьому організму. Відзначається короткочасністю дії.
Використовується в вигляді таблеток по 0,5 мг під язик або в 1 % спиртовому розчині.

## В літературі
У романі Жуля Верна «Таємничий острів» герої готують нітрогліцерин та використовують його для вибухових робіт на острові. Однак реально приготувати нітрогліцерин за рецептом з роману неможливо.